# Vesturfjall
Vesturfjall är ett berg i republiken Island. Det ligger i regionen Norðurland eystra, 270 km nordost om huvudstaden Reykjavík. Toppen på Vesturfjall är 705 meter över havet. Vesturfjall ingår i Kinnarfjöll.
Trakten runt Vesturfjall är nära nog obefolkad, med mindre än två invånare per kvadratkilometer. Närmaste större samhälle är Laugar, omkring 16 kilometer sydost om Vesturfjall. Trakten runt Vesturfjall består i huvudsak av gräsmarker.